# 金科威实业
飞利浦金科威（深圳）实业有限公司是中華人民共和國的醫療設備製造商。原名深圳市金科威实业有限公司，2008年飛利浦為發展中國市場收購金科威并更名。